# Amblyraja frerichsi
Amblyraja frerichsi är en rockeart som först beskrevs av Johann Ludwig Gerard Krefft 1968.  Amblyraja frerichsi ingår i släktet trubbnosrockor, och familjen egentliga rockor. IUCN kategoriserar arten globalt som otillräckligt studerad. Inga underarter finns listade i Catalogue of Life.